# Bucklandiella lusitanica
Bucklandiella lusitanica là một loài Rêu trong họ Grimmiaceae. Loài này được (Ochyra & Sérgio) Bednarek-Ochyra & Ochyra mô tả khoa học đầu tiên năm 2003.